# Les Mythes fondateurs de la politique israélienne
Ne doit pas être confondu avec Mythe fondateur.
 Les Mythes fondateurs de la politique israélienne est un ouvrage de Roger Garaudy, publié en 1995 par les éditions La Vieille Taupe qui ne le servit qu'à ses propres abonnés, puis réédité en 1996 à compte d'auteur avec la mention « samiszdat Roger Garaudy ».
À la suite de la publication de ce livre, Roger Garaudy fut condamné, en 1998, pour contestation de crimes contre l’humanité, diffamation raciale et provocation à la haine raciale.

## Thèses générales
Dans ce livre, Garaudy entend dénoncer

« le sionisme politique, fondé par Theodor Herzl (et condamné alors par tous les rabbins du monde comme trahison de la foi juive), [qui] découle, non de la foi juive, mais du nationalisme et du colonialisme européens du XIXe siècle. »

— (III, 2. Le lobby en France)
Aussi, selon lui, l'extermination des Juifs par les nazis est un mythe sioniste destiné à justifier la politique expansionniste et comparable au nazisme de l'État d'Israël, État qui serait financé par les États-Unis et les pays qu'Israël aurait extorqués en exigeant des réparations de guerre hors de proportion. En outre, Israël disposerait d'une influence médiatique dans les pays occidentaux au point de pouvoir manipuler l'opinion publique.
Mais Garaudy entend se démarquer de l'antisémitisme, déclarant :

« Notre lutte contre le sionisme politique est donc inséparable de notre lutte contre l'antisémitisme. »

— (III, 2. Le lobby en France)
Le livre est composé de trois parties. La première expose les « mythes théologiques » ; la deuxième, « Les Mythes du XXe siècle », critique le procès de Nuremberg et nie l'existence de la Shoah ; enfin, dans la troisième, « L'utilisation politique du mythe », Garaudy expose comment, selon lui, un lobby sioniste influence la politique et les médias occidentaux, aurait permis et permettrait encore le financement de l'État d'Israël, en particulier son financement militaire.

## Négation de la Shoah
La thèse de Garaudy développée dans le chapitre « II. les Mythes du XXe siècle », 2. Le mythe de la justice de Nuremberg., comme l'attestent les extraits qui suivent, est que le génocide est un mythe, résultat d'un complot destiné à servir les intérêts juifs et à détourner l'attention des crimes de guerre des Alliés.

« Il fallait donc gonfler les chiffres des victimes. Par exemple, la plaque commémorative du monument d'Auschwitz disait, en dix-neuf langues, jusqu'en 1994 : quatre millions de victimes. Les nouvelles plaques proclament aujourd’hui : "environ un million et demi". Il fallait faire croire, avec le mythe des six millions, que l'humanité avait assisté là "au plus grand génocide de l'histoire", ... »

— (Les Mythes fondateurs de la politique israélienne, Pourquoi ce livre ?)
Et Garaudy de citer les estimations faites à 4 millions par les Soviétiques au sortir de la guerre (éd. Librairie du Savoir, p. 159). Cependant, s'il est avéré que ces chiffres ont été avancés sur la plaque en question et par les Soviétiques, le chiffre de 4 millions n'a jamais été retenu par aucun historien.
Il explique plus en détail la justification du mythe de la Shoah, soutenant que cette justification permettrait de légitimer les crimes de l'État d'Israël comparables, selon lui, au nazisme :

« Pour nous en tenir à notre thème : "les mythes fondateurs de l'État d'Israël", nous nous attacherons à examiner l'une des contrevérités qui exercent encore, après plus d'un demi-siècle, le plus de ravages dans le monde actuel et pas seulement au Proche-Orient : le mythe des 6 millions de Juifs exterminés devenu un dogme justifiant, sacralisant (comme l'implique le mot même : Holocauste) toutes les exactions de l'État d'Israël en Palestine, dans tout le Proche-Orient, aux États-Unis et, à travers les États-Unis, dans toute la politique mondiale, en les plaçant au-dessus de toute loi internationale. »

— (Chapitre II. « les Mythes du XXe siècle », 2. Le mythe de la justice de Nuremberg.).
Contestant la réalité de la volonté planifiée d'exterminer les Juifs, il soutient que les nazis ne voulaient que les déplacer, et il met en cause les témoignages, les preuves matérielles et les chiffres :

« La seule "solution finale" consistait donc à vider l'Europe de ses juifs en les éloignant toujours plus jusqu'à ce que la guerre (à supposer qu'on la gagne), permette de les mettre tous dans un ghetto extérieur à l'Europe (comme le projet de Madagascar en avait été la première suggestion). »

— (Ibid.)

« L'arme du crime, c'était pourtant, selon les accusateurs, les "chambres à gaz". Et voici que les juges n'en trouvaient pas de "trace” ! »

— (Ibid.)

« Ce "Shoah-business" n'utilise que des "témoignages" évoquant diverses manières de "gazer" les victimes, sans qu'il nous soit jamais montré le fonctionnement d'une seule "chambre à gaz" (dont Leuchter a démontré l'impossibilité physique et chimique), ni un seul de ces innombrables camions qui auraient servi, par l'émanation du Diesel, de "chambre à gaz ambulantes". Ni les tonnes de cendres des cadavres enfouis après leur crémation. »

« L'Album d'Auschwitz, recueil de 189 photographies prises dans le camp même de Birkenau à la même époque, publié avec une introduction de Serge Klarsfeld et un commentaire de J.-C. Pressac, donne à voir 189 scènes de la vie concentrationnaire lors de l'arrivée d'un convoi de déportés venu de Hongrie. Là encore, rien, rigoureusement rien, qui confirmerait une extermination massive et systématique. »

« Les rescapés, appelés comme témoins, et qui ont authentifié l'existence de "chambres à gaz", l'ont fait non d'après ce qu'ils avaient vu, mais d'après ce qu'ils avaient "entendu dire". »

— (Ibid.)

« Le nombre de trois millions de morts à Auschwitz, nécessaire pour justifier le nombre total des victimes juives (6 millions), chiffre officiel proclamé d'entrée de jeu à Nuremberg et qui n'a cessé d'être le leitmotiv de l'histoire officielle et des médias depuis lors, doit être réduit au moins des 2/3 comme le prouve la nouvelle plaque commémorative d'Auschwitz-Birkenau qui a remplacé le chiffre de 4 millions par : un peu plus d'un million. »

— (Ibid.)

« L'apothéose de cette littérature romanesque est le best-seller mondial du Journal d'Anne Frank. Le roman, merveilleusement émouvant, se substitue au réel, et une fois de plus le mythe se déguise en histoire. »

Ce propos qui insinue que le Journal d'Anne Frank serait un faux a été réfuté par des études scientifiques (voir article Anne Frank). Ceci illustre également la méthode hyper-critique des négationnistes.
Il dénonce également une « conspiration du silence », procédé négationniste où se mêle stigmatisation des « historiens officiels » et théorie du complot :

« Tant que subsistera cette répression et cette conspiration du silence à l'égard des recherches critiques, et au contraire un financement pléthorique et la médiatisation pour les défenseurs du tabou, ne seront pas éliminés en moi le doute et même le scepticisme, que l'expérience d'une telle partialité et d'une telle discrimination ne peut que renforcer. »

— (Ibid.)
Il consacre aussi quelques passages aux questions liées aux procédés utilisés par les nazis pour exterminer les Juifs :
« -- Combien de temps fallait-il au gaz Zyklon B pour agir, et comment se manifestaient ses effets ?
-- Pendant combien de temps le gaz restait-il actif dans un local fermé (soit sans aération, soit avec une aération immédiatement consécutive à l'utilisation) ?
-- Était-il possible comme on l'a affirmé, de pénétrer sans masque à gaz, dans les locaux imprégnés de gaz Zyklon ? une demi-heure seulement après l'utilisation de ce gaz?
-- Était-il possible de brûler complètement les cadavres en 20 minutes dans un four crématoire ?
-- Les fours crématoires peuvent-ils fonctionner jour et nuit sans interruption ?
-- Est-il possible de brûler des cadavres humains dans des fosses profondes de plusieurs mètres et dans l'affirmative, en combien de temps ? »
Contrairement à ce que dit Garaudy dans le même passage que cette citation, toutes ces questions ont reçu des réponses qui réfutent bel et bien le négationnisme : le Zyklon B est un gaz efficace pour tuer rapidement des milliers de personnes, et aucune des objections soulevées ici ne tient devant un examen scientifique (voir Zyklon B et Négation de la Shoah) ; il en est de même en ce qui concerne la crémation qui était possible en 30 minutes et qui ne nécessitait que 3 heures d'entretien par jour[réf. nécessaire].
Garaudy cite Leuchter (en), pour ces dernières questions :

« Après avoir passé en revue tout le matériel de documentation et inspecté tous les emplacements à Auschwitz, Birkenau et Majdanek, l'auteur trouve que les preuves sont écrasantes : en aucun de ces lieux il n'y a eu de chambre à gaz d'exécution. »

Garaudy nie donc de manière explicite la réalité du génocide commis par les nazis sur les Juifs et explique pour quelle raison, selon lui, la Shoah aurait été inventée :

« Pour justifier le caractère sacral de l'Holocauste il fallait qu'il y eût extermination totale et organisation industrielle inédite des exécutions puis crémation.
Extermination totale. Il fallait pour cela que fût envisagée une solution finale du problème juif qui fut l'extermination.
Or aucun texte n'a jamais pu être produit attestant que la "solution finale" du problème juif était, pour les nazis, l'extermination. »

— (Chapitre « les Mythes du XXe siècle », 3. Le Mythe des "six millions")
Il explique alors ainsi les morts juifs, par la thèse négationniste du travail forcé, et surtout du typhus :

« Dès la création de son parti "national-socialiste", il [Hitler] avait envisagé non seulement d'extirper le communisme, mais de chasser tous les juifs, d'Allemagne d'abord, puis de toute l'Europe lorsqu'il en fut le maître. Et ceci de la façon la plus inhumaine: d'abord par l'émigration, puis par l'expulsion, et, pendant la guerre, par l'incarcération dans des camps de concentration en Allemagne d'abord, puis par la déportation, envisagée d'abord à Madagascar, qui eût constitué un vaste ghetto pour les juifs européens, puis à l'Est dans les territoires occupés, surtout en Pologne, ou slaves, juifs, tziganes, furent décimés, d'abord par un travail forcé au service de la production de guerre, puis par de terribles épidémies de typhus dont la multiplication des fours crématoires témoigne de l'ampleur. »

— (Chapitre « les Mythes du XXe siècle », 3. Le Mythe des "six millions")
L'analyse de cette partie du livre (« les Mythes du XXe siècle », § 2 et 3.) montre ainsi que Garaudy soutient des thèses fondamentales du négationnisme : Adolf Hitler n'aurait pas donné l'ordre de l'extermination ; le mot extermination serait une fausse traduction et désigne en fait l'expulsion des Juifs ; les juifs furent décimés par le typhus et les crématoires servaient à brûler les cadavres des victimes de la maladie ; il n'y aurait pas de témoins fiables ; les crimes des Alliés seraient pires que ceux des nazis ; les chambres à gaz n'existeraient pas, des tortures auraient été infligées aux prisonniers nazis pour leur faire « avouer » le génocide, théorie du complot juif, absence prétendue de réfutation des « thèses » du négationnisme, prétendues impossibilités matérielles liés au Zyklon B et au fonctionnement des crématoires.

## Dénonciation du «lobby sioniste»
À la suite de cette négation de l'extermination des Juifs par les nazis, Garaudy dénonce, dans la troisième partie (« L'utilisation politique du mythe »), les lobbys juifs qui auraient une influence considérable sur la politique des États-Unis et les médias dans le monde occidental. Ainsi dit-il, pour la France :

« La puissance médiatique du lobby, dont le centre dirigeant, aujourd'hui constitué par la « L.I.C.R.A. » (Ligue internationale contre le racisme et l'antisémitisme), est telle qu'elle peut manipuler l'opinion à son gré : alors que la population juive, en France, constitue environ 2 % du peuple français, le sionisme règne sur la majorité des décideurs politiques des médias, à la télévision et à la radio, dans la presse écrite, qu'il s'agisse des quotidiens ou des hebdos, le cinéma -- surtout avec l'invasion d'Hollywood -- et même l'édition (par les comités de lecture où ils peuvent imposer leur veto) sont entre leurs mains, tout comme la publicité, régente financière des "médias". »

— (III, 2. Le lobby en France)
Ce lobby aurait permis, selon lui, d'extorquer des milliards de dollars aux États-Unis, à l'Allemagne et à l'Autriche (III, 3). Usant d'une supposée influence dans les médias, le lobby sioniste serait en outre coupable de manœuvres de diversion médiatique pour couvrir les exactions de l'État d'Israël :

« Le sionisme a aussi toujours agité l'épouvantail antisémite pour faire croire à une menace permanente contre Israël et à la nécessité d'accourir à son secours. De récentes provocations, destinées à masquer les exactions d'Israël, ne manquent pas. »

— (III, 2)

## Réception
Pierre Vidal-Naquet a jugé sévèrement les capacités d'historien de Garaudy, et a déclaré, dans un entretien :

« En fait, Roger Garaudy ne travaille pas, n'a jamais travaillé. Son livre « Les sources françaises du socialisme scientifique » est un pillage d'autres travaux. Il a toujours été ce qu'on appellera en termes modérés un emprunteur de textes. Dans cet ouvrage négationniste [Les Mythes fondateurs de la politique israélienne], on lit des choses incroyables. Il confond, par exemple, Roosevelt et Eisenhower. Il cite les Diaries de Herzl et, dans la même page, le Tagebuch, c'est-à-dire le même livre, mais une édition anglaise dans un cas, une édition allemande dans l'autre ! Il confond le procès Eichmann, en 1961, et le procès Kastner, qui date de 1953… il confond le nombre de morts d'Auschwitz et le nombre de morts de la Shoah.
C'est un livre accablant, fait de contresens historiques effrayants. Pas un mot dans le livre sur ce fait capital : la sélection des déportés sur la rampe d'Auschwitz. »

S'adressant aux intellectuels arabes, Edward Said a déclaré qu'« [a]bonder dans le sens de Roger Garaudy et de ses amis négationnistes au nom de la liberté d'expression est une ruse imbécile qui ne fait que [les] discréditer davantage aux yeux du monde. C'est une preuve de méconnaissance fondamentale de l'histoire du monde dans lequel nous vivons, un signe d'incompétence et d'échec à mener une bataille digne. » Bien qu'opposé à la loi Gayssot et favorable à laisser à Garaudy la possibilité de s'exprimer, il indique que « le propos [de Garaudy] est vide de réalité et irresponsable, et que l'endosser consiste nécessairement à rejoindre le camp (...) de tous les éléments fascistes et rétrogrades de l'extrême droite française. »

## Le point de vue de Roger Garaudy sur son procès en appel
L'intéressé expose ses arguments dans Le Procès du sionisme israélien.